# Liste der Biografien/Leit
Liste der Biografien |
Portal Biografien |
Personensuche
# |
A |
B |
C |
D |
E |
F |
G |
H |
I |
J |
K |
L |
M |
N |
O |
P |
Q |
R |
S |
T |
U |
V |
W |
X |
Y |
Z |
?
 
La |
Lb |
Lc |
Le |
Lg |
Lh |
Li |
Lj |
Ll |
Lm |
Lo |
Lp |
Lt |
Lu |
Lv |
Lw |
Lx |
Ly |
Lz
 
Lea |
Leb |
Lec |
Led |
Lee |
Lef |
Leg |
Leh |
Lei |
Lej |
Lek |
Lel |
Lem |
Len |
Leo |
Lep |
Leq |
Ler |
Les |
Let |
Leu |
Lev |
Lew |
Lex |
Ley |
Lez
 
Leia |
Leib |
Leic |
Leid |
Leie |
Leif |
Leig |
Leih |
Leij |
Leik |
Leil |
Leim |
Lein |
Leip |
Leir |
Leis |
Leit |
Leiu |
Leiv |
Leiw |
Leix |
Leiz
Die Liste der Biografien führt alle Personen auf, die in der deutschsprachigen Wikipedia einen Artikel haben. Dieses ist eine Teilliste mit 286 Einträgen von Personen, deren Namen mit den Buchstaben „Leit“ beginnt.

## Leit

### Leita
- Leita, Artūras (* 1969), litauischer Offizier und Befehlshaber der litauischen Luftstreitkräfte
- Leitan, Vitali (* 1978), estnischer Fußballspieler
- Leitão da Cunha, Ambrósio (1825–1898), brasilianischer Politiker, Minister, Abgeordneter und Senator
- Leitão de Barros, José (1896–1967), portugiesischer Regisseur
- Leitão, Alexandre, portugiesischer Diplomat im Dienst der Europäischen Union
- Leitão, António (1960–2012), portugiesischer Langstreckenläufer
- Leitao, Clemens Joseph Colaco (1704–1771), portugiesischer Jesuit, Diözesanbischof in Indien
- Leitão, Humberto dos Santos (1885–1974), portugiesischer Offizier und Kolonialverwalter
- Leitão, Iúri (* 1998), portugiesischer Radsportler
- Leitão, João Manuel da Cruz da Silva (* 1952), portugiesischer Diplomat
- Leitão, Joaquim (* 1956), portugiesischer Filmschauspieler und -regisseur
- Leitão, Natalino, timoresischer Freiheitskämpfer, Designer der Nationalflagge Osttimors
- Leitão, Rafael (* 1979), brasilianischer Schachmeister
- Leitão, Romário (* 1997), Leichtathlet aus São Tomé und Príncipe
- Leitão, Ruben Alfredo Andresen (1920–1975), portugiesischer Historiker und Schriftsteller

### Leitc
- Leitch, Alexander, Baron Leitch (1947–2024), britischer Politiker und Manager
- Leitch, Archibald (1865–1939), schottischer Architekt
- Leitch, Chris (* 1979), US-amerikanischer Fußballspieler
- Leitch, Christopher, Filmregisseur und Drehbuchautor
- Leitch, Damon (* 1992), neuseeländischer Automobilrennfahrer
- Leitch, David (* 1975), US-amerikanischer Regisseur, Filmproduzent, Schauspieler und StuntmanDavid Leitch (* 1975)

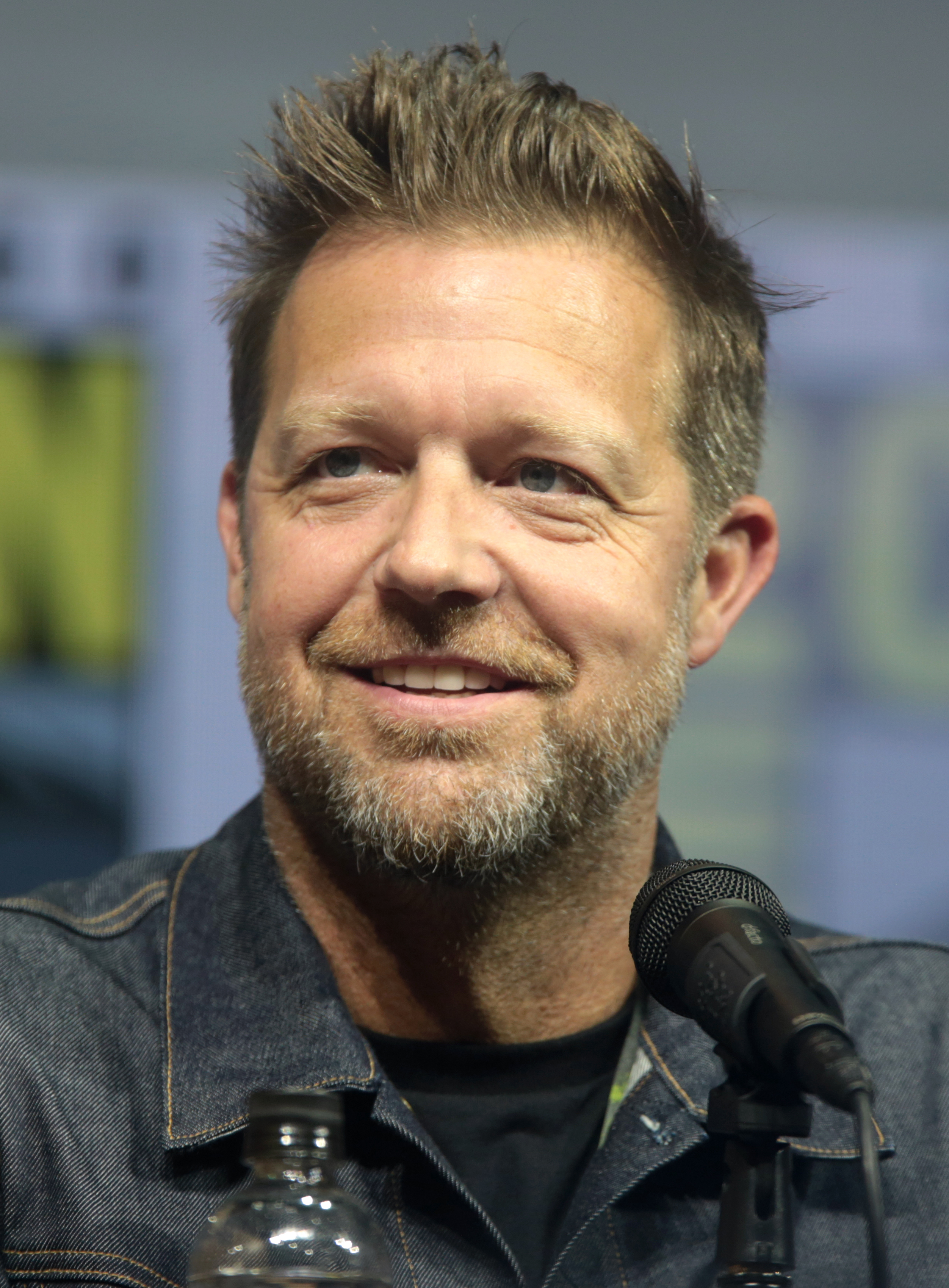
David Leitch (* 1975)

- Leitch, Donovan (* 1968), US-amerikanischer Schauspieler, Dokumentarfilmer und Sänger
- Leitch, Harry (* 1985), schottischer Squashspieler
- Leitch, Jack (* 1995), schottischer Fußballspieler
- Leitch, Joseph D. (1864–1938), US-amerikanischer Offizier, Generalmajor der US Army
- Leitch, Megan (* 1965), kanadische Schauspielerin
- Leitch, Michael (* 1988), neuseeländisch-japanischer Rugby-Union-Spieler
- Leitch, Paul (* 1963), neuseeländischerscher Radrennfahrer
- Leitch, Peter (1944–2024), kanadischer Jazz-Gitarrist
- Leitch, William (1814–1864), britischer Astronom, Naturforscher, Mathematiker und presbyterianischer Geistlicher der Church of Scotland
- Leitch, William Leighton (1804–1883), schottischer Aquarell- und Bühnenmaler sowie Illustrator
- Leitch-Frey, Thomas (* 1962), Schweizer Politiker

### Leite
- Leite Barbosa, Carlos Alberto (* 1936), brasilianischer Diplomat
- Leite da Silva, Luan (* 1996), brasilianischer Fußballspieler
- Leite Meira, Homero (1931–2014), brasilianischer Geistlicher, römisch-katholischer Bischof von Irecê
- Leite, Ana Cristina Oliveira (* 1991), portugiesisch-deutsche Fußballspielerin
- Leite, Ana Mafalda (* 1956), portugiesische Schriftstellerin und Lusitanistin
- Leite, André Luís (* 1986), brasilianischer Fußballspieler
- Leite, António (1899–1958), portugiesischer Fechter
- Leite, Arcângelo, osttimoresischer Politiker
- Leite, Bjørg Schonhowd (* 1942), norwegische Diplomatin, Politikerin und Frauenrechtlerin
- Leite, Carvalho (1912–2004), brasilianischer Fußballspieler
- Leite, Catarina (* 1983), portugiesische Schachspielerin
- Leite, Diogo (* 1999), portugiesischer FußballspielerDiogo Leite (* 1999)

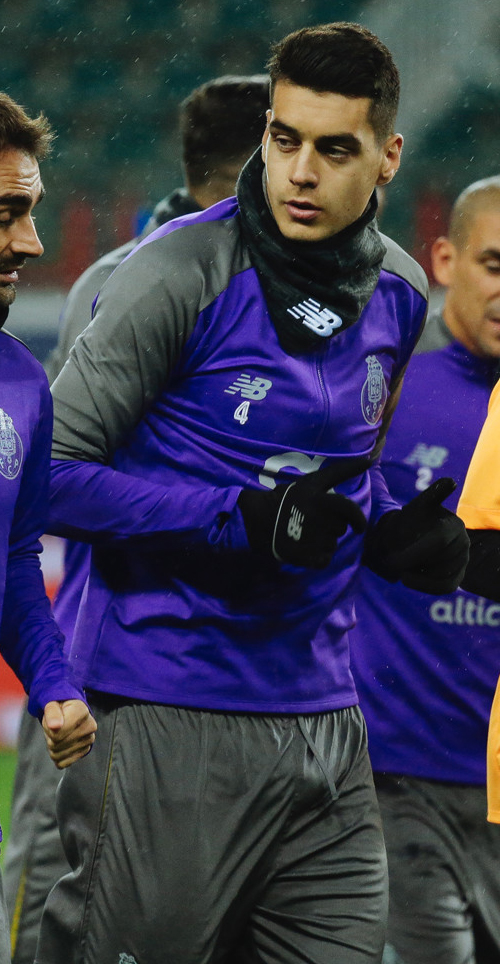
Diogo Leite (* 1999)

- Leite, Edgard (1889–1974), brasilianischer Wasserballspieler
- Leite, Eduardo (* 1985), brasilianischer Politiker
- Leite, Enrique (* 1963), uruguayischer Schwimmer und Kajakfahrer
- Leite, Helmut (* 1947), österreichischer Sportler und Politiker
- Leite, Joaquim Alvaro Pereira (* 1975), brasilianischer Politiker und Umweltminister
- Leite, Joaquim Mamede da Silva (1876–1947), brasilianischer römisch-katholischer Geistlicher, Weihbischof in Campinas
- Leite, Letieres (1959–2021), brasilianischer Jazzmusiker (Flöte, Saxophon, Perkussion, Arrangement, Komposition)
- Leite, Maikon (* 1988), brasilianischer Fußballspieler
- Leite, Mirelle (* 2002), brasilianische Leichtathletin
- Leite, Romeu (* 1984), portugiesischer Fußballtorhüter
- Leitenbauer, Franz (1925–2016), österreichischer Politiker (ÖVP); Landtagsabgeordneter in Oberösterreich
- Leitenberger, Bernd (* 1965), deutscher Lebensmittelchemiker, Softwareentwickler, Sachbuchautor und Blogger
- Leitenberger, Erich (1944–2021), österreichischer Publizist und Journalist
- Leitenberger, Ferdinand (1799–1869), österreichischer Feuerwehrpionier und Erfinder
- Leitenberger, Johann Josef (1730–1802), böhmischer Textilunternehmer
- Leitenstorfer, Hermann (1886–1972), deutscher Architekt
- Leitenstorffer, Franz Anton (1721–1795), österreichischer Maler
- Leiter Reber, Andreas (* 1982), italienischer Politiker (Südtirol)
- Leiter, Al (* 1965), US-amerikanischer Baseballspieler
- Leiter, Andreas (* 1988), italienischer Naturbahnrodler
- Leiter, Benjamin F. (1813–1866), US-amerikanischer Politiker
- Leiter, Brian (* 1963), US-amerikanischer Philosoph und Jurist
- Leiter, Eva (* 1922), österreichische Schauspielerin und Tänzerin
- Leiter, Hilde (1925–2015), österreichische Illustratorin, Schriftstellerin und bildende Künstlerin
- Leiter, Johann von der († 1547), Statthalter in Ingolstadt
- Leiter, Josef (1830–1892), österreichischer Fabrikant chirurgischer Instrumente
- Leiter, Karl (1890–1957), österreichischer Filmregisseur, Drehbuchautor, Filmdramaturg und Schauspieler
- Leiter, Mario (* 1965), österreichischer Polizeibeamter, Unternehmer und Politiker
- Leiter, Michael E. (* 1969), US-amerikanischer Antiterror- und Cybersecurity-Experte
- Leiter, Saul (1923–2013), US-amerikanischer Fotograf und MalerSaul Leiter (1923–2013)

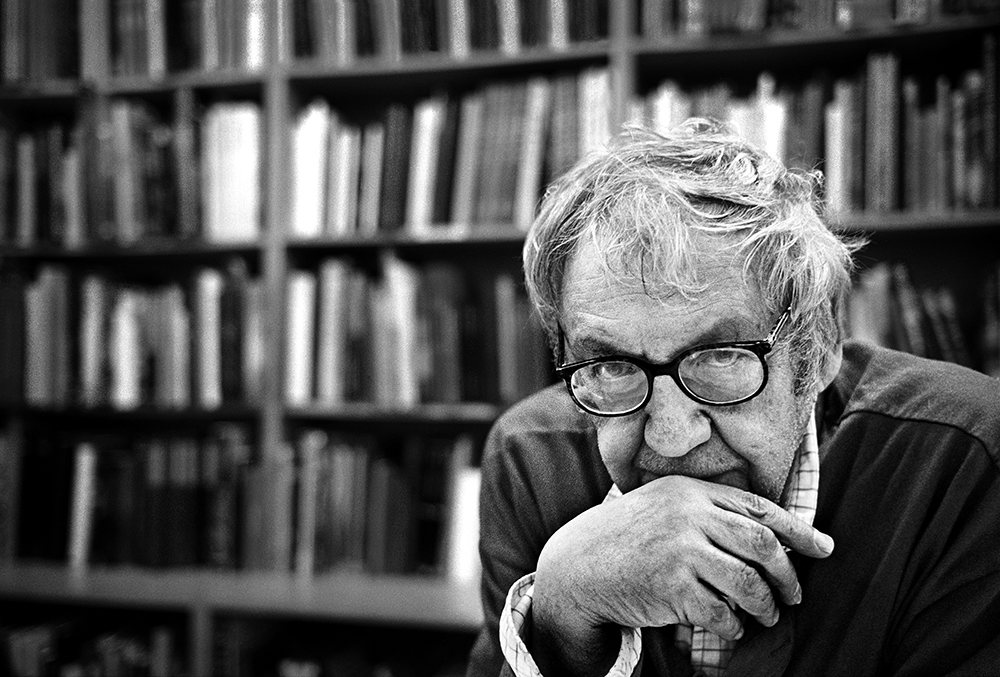
Saul Leiter (1923–2013)

- Leiterbach, Johannes II. († 1533), deutscher Zisterzienserabt
- Leiterer, Albert (1902–1985), deutscher Jurist, Landrat (NSDAP), SS-Funktionär und Richter
- Leiterer, Annette (* 1973), deutsche Journalistin und Moderatorin
- Leiteritz, Karl-Heinz (* 1947), deutscher Leichtathlet
- Leiteritz, Margaret (1907–1976), deutsche Bibliothekarin und Malerin
- Leitermann, Heinz (1908–1979), deutscher Kunsthistoriker und Zeichner
- Leitermann, Heinz (1931–2016), deutscher Fotograf, Journalist, Filmemacher und Künstler
- Leitermeyer, Fritz (1925–2006), österreichischer Komponist und Violinist
- Leitert, Hans (* 1973), österreichischer Fußballtorwart und Fußballtorwarttrainer
- Leitert, Joachim (1931–2004), deutscher Motorrad-Rennfahrer
- Leites, Adrian (* 1992), uruguayischer Fußballspieler
- Leites, Daniel (* 1982), uruguayischer Fußballspieler
- Leites, Dmitri Alexandrowitsch, russischer Mathematiker
- Leites, Jonathan (* 1990), uruguayischer Fußballspieler
- Leites, Nathan (1912–1987), US-amerikanischer Sozialforscher und Politologe
- Leites, Víctor Manuel (1933–2016), uruguayischer Dramatiker und Journalist

### Leitg
- Leitgeb, Andrea (* 1962), österreichische Medizinerin, Militärärztin und erster weiblicher General des österreichischen Bundesheeres
- Leitgeb, Andreas (* 1962), österreichischer Politiker (NEOS), Landtagsabgeordneter in Tirol
- Leitgeb, Andreas Ludwig († 1751), österreichischer Jurist, Beamter und Bürgermeister von Wien
- Leitgeb, Christoph (* 1985), österreichischer Fußballspieler
- Leitgeb, Franz (* 1960), österreichischer Offizier, Generalleutnant
- Leitgeb, Georg Sokol (* 1985), österreichischer Filmregisseur, Drehbuchautor, Designer und Creative Producer
- Leitgeb, Hannes (* 1972), österreichischer Mathematiker und Philosoph
- Leitgeb, Hubert (1835–1888), österreichischer Botaniker
- Leitgeb, Hubert (1965–2012), italienischer Biathlet
- Leitgeb, Josef (1897–1952), österreichischer Schriftsteller
- Leitgeb, Joseph (1732–1811), österreichischer Hornist
- Leitgeb, Mario (* 1988), österreichischer Fußballspieler
- Leitgeb, Otto von (1860–1951), österreichischer Schriftsteller
- Leitgeb, Richard (* 1994), österreichisch-ungarischer Skirennläufer
- Leitgeb, Ronnie (1959–2022), österreichischer TennistrainerRonnie Leitgeb (1959–2022)

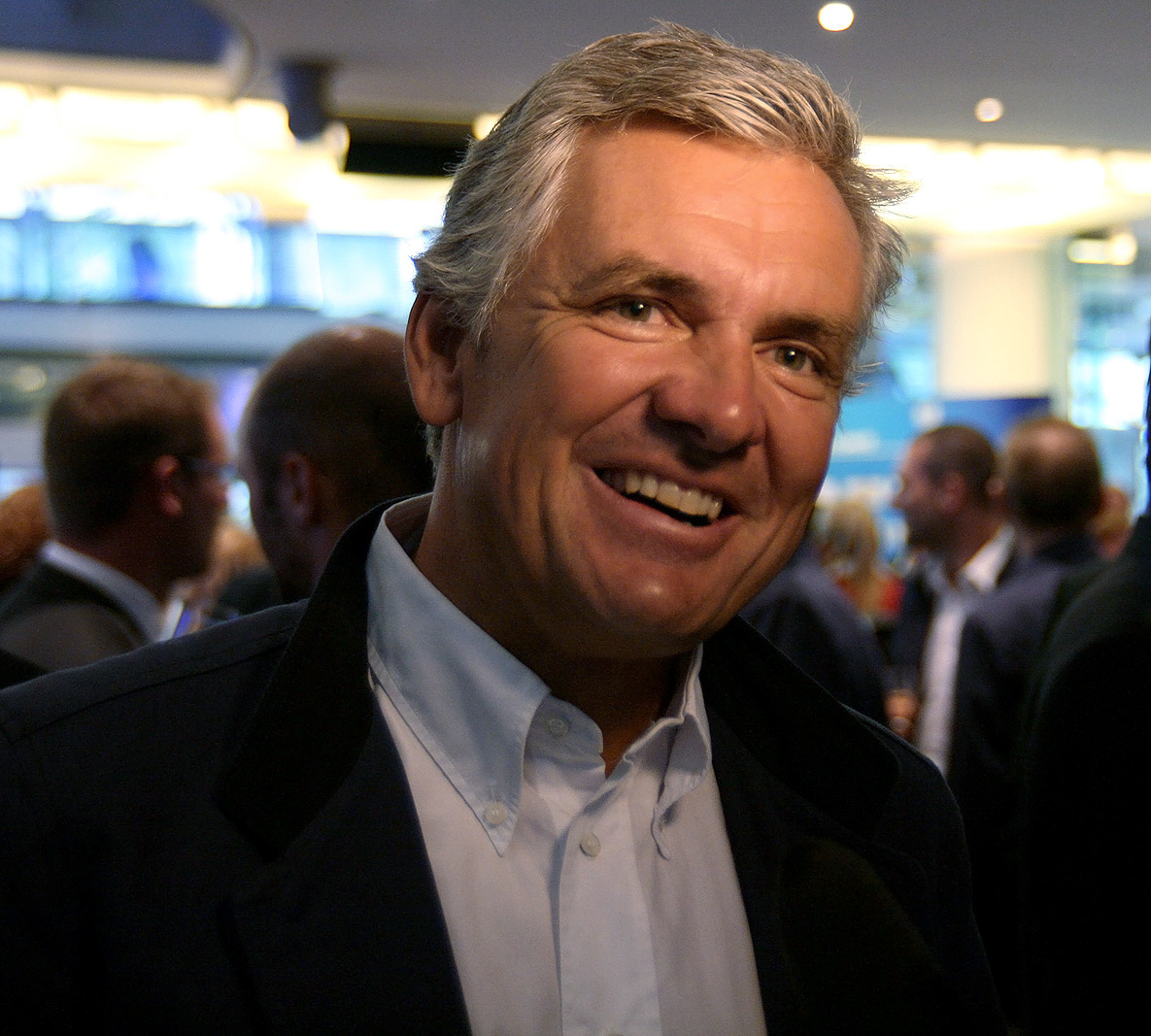
Ronnie Leitgeb (1959–2022)

- Leitgeb, Waldemar (1901–1974), deutscher Schauspieler, Hörspielsprecher und Theaterregisseur
- Leitgeber, Bolesław (1900–1993), polnischer Diplomat, Maler und Schriftsteller
- Leitgen, Alfred (1902–1977), deutscher politischer Funktionär (NSDAP)
- Leitgen, René (* 1959), deutscher Brigadegeneral
- Leitges, Christian (* 1966), deutscher Luftwaffenoffizier und Generalmajor

### Leith
- Leith, Charles Kenneth (1875–1956), US-amerikanischer Geologe
- Leith, Damien (* 1976), australischer Sänger
- Leith, Emmett (1927–2005), US-amerikanischer Physiker
- Leith, Gallus (1709–1775), Abt
- Leith, Virginia (1925–2019), US-amerikanische Schauspielerin
- Leithaug, Gabrielle (* 1985), norwegische SängerinGabrielle Leithaug (* 1985)

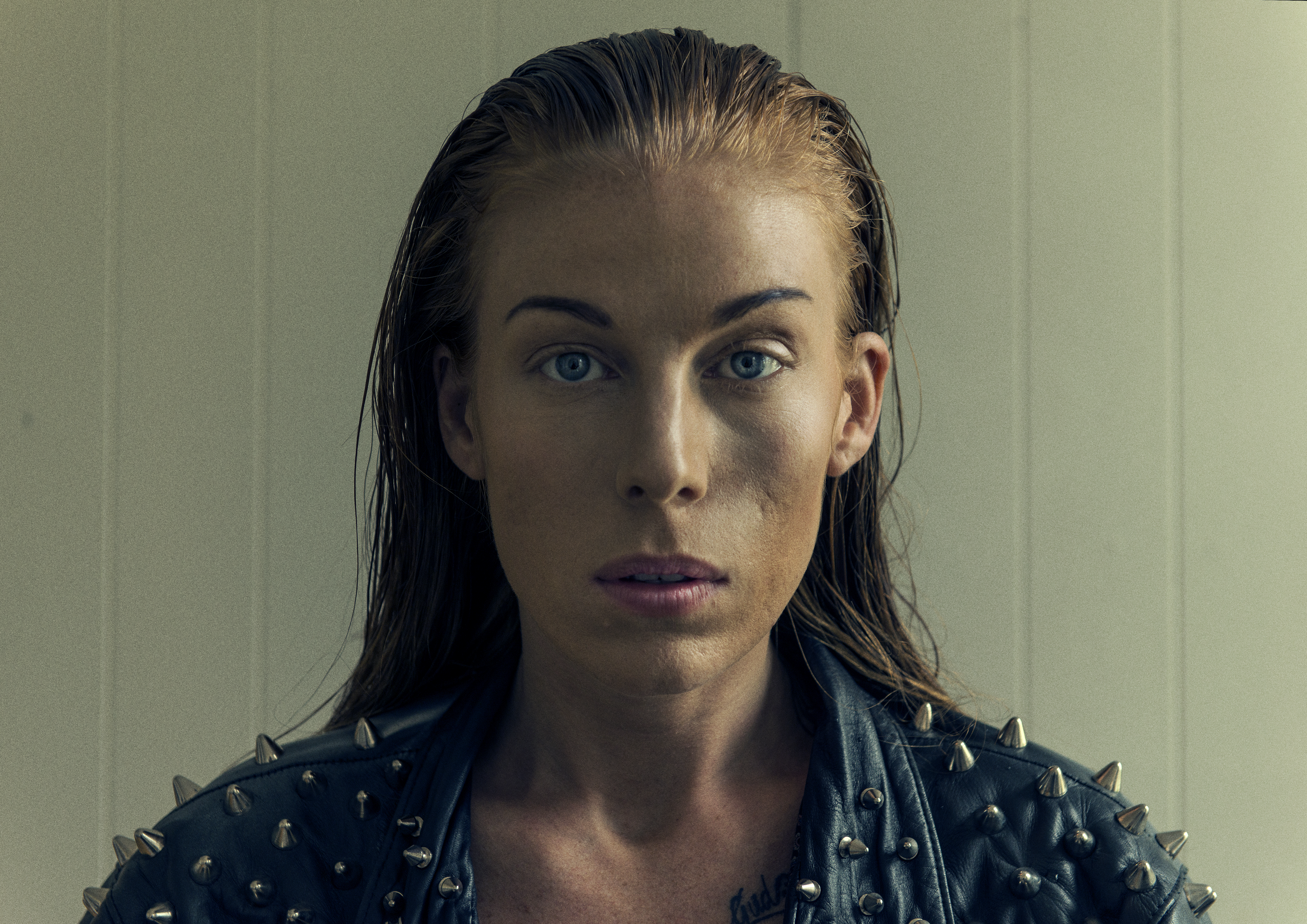
Gabrielle Leithaug (* 1985)

- Leithäuser, Alfred (1898–1979), deutscher Maler und Zeichner
- Leithauser, Brad (* 1953), US-amerikanischer Lyriker und Schriftsteller
- Leithäuser, Eva (1925–2018), deutsche Juristin und Politikerin (SPD), MdHB, Justizsenatorin
- Leithäuser, Gustav (1851–1930), deutscher Lehrer
- Leithäuser, Gustav (1881–1969), deutscher Hochfrequenztechniker und Hochschullehrer
- Leithäuser, Hans-Paul (1895–1943), deutscher Konteradmiral der Kriegsmarine
- Leithäuser, Heinrich (1853–1920), deutscher Ingenieur
- Leithäuser, Joachim G. (1910–1965), deutscher Journalist und Sachbuchautor
- Leithäuser, Julius (1861–1945), deutscher Philologe, Schriftsteller, Namenforscher und Dialektologe
- Leithäuser, Virginia (* 2003), deutsche Schauspielerin und Synchronsprecherin
- Leithe, Friedrich (1828–1896), österreichischer Bibliothekar
- Leithe, Hans (* 1978), norwegischer Skilangläufer
- Leithe, Ludwig (* 1920), SS-Oberscharführer
- Leithe-Jasper, Harald (1904–1977), österreichischer Politiker (NSDAP)
- Leithen, Konrad von der (1772–1829), preußischer Verwaltungsbeamter und Landrat
- Leithenmayr, Hermann (1941–2010), österreichischer Gewerkschafter und Politiker (SPÖ), Abgeordneter zum Nationalrat
- Leitherer, Hans (1885–1963), deutscher Bildhauer
- Leitherer, Harald (* 1953), bayerischer Politiker (CSU), Landrat
- Leitherer, Hermann (1919–1991), deutscher Bildhauer
- Leithner, Hans-Joachim (* 1943), deutscher Restaurator, Konservator und Autor
- Leithner, Josef, österreichischer Chemiker und Porzellanmaler
- Leithner, Joseph von (1743–1822), österreichischer Bergbauingenieur
- Leithner, Stephan (* 1966), österreichischer ManagerStephan Leithner (* 1966)

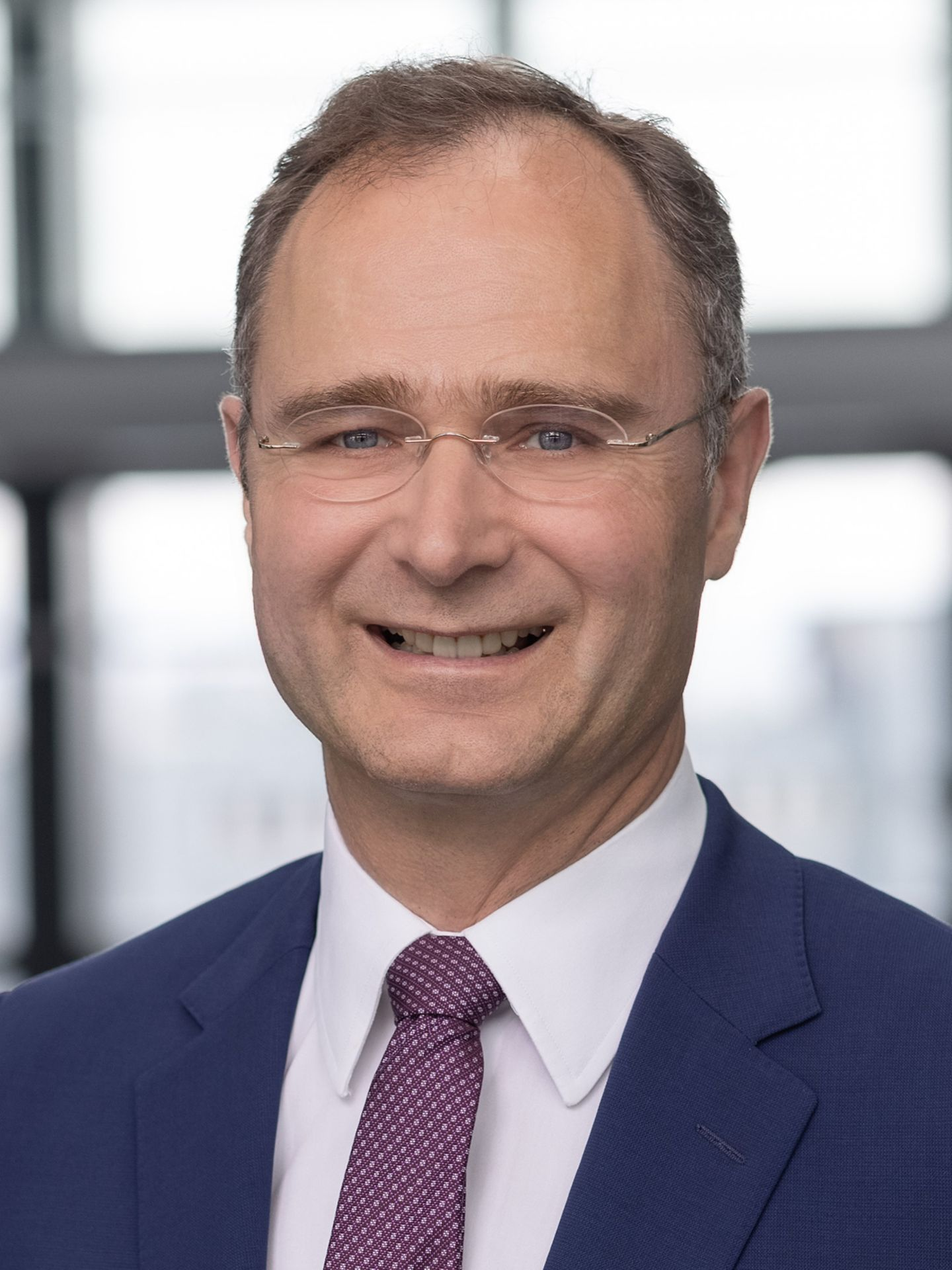
Stephan Leithner (* 1966)

- Leithoff, Eberhard (1901–1944), deutscher Filmschauspieler
- Leithoff, Matthias Ludwig (1778–1846), deutscher Orthopäde
- Leithoff, Susan (* 1979), deutsche Politikerin (CDU), MdL in Sachsen
- Leithold, Arno (1872–1937), sächsischer Landtagsabgeordneter für die DNVP
- Leithold, Norbert (* 1957), deutscher Schriftsteller und Historiker
- Leitholf, Otto (1860–1939), deutscher Bauingenieur

### Leiti
- Leitich, Ann Tizia (1891–1976), österreichische Schriftstellerin, Kunsthistorikerin und Journalistin
- Leitinger, Bernhard (* 1990), österreichischer Biathlet
- Leitinger, Hans (* 1946), österreichischer Radiomoderator
- Leitinger, Harald (* 1984), österreichischer Dartspieler
- Leitinger, Julia (* 1996), österreichische Biathletin
- Leitinger, Roland (* 1991), österreichischer Skirennläufer

### Leitk
- Leitkrath, Joseph (1738–1811), deutscher Maler des Rokoko

### Leitl
- Leitl, Alfons (1909–1975), deutscher Architekt
- Leitl, Christoph (* 1949), österreichischer Unternehmer und Politiker (ÖVP), Landtagsabgeordneter
- Leitl, Karl (1924–1982), oberösterreichischer Ziegel-Industrieller
- Leitl, Kurt (1935–2024), österreichischer Politiker (ÖVP), Landtagsabgeordneter, Mitglied des Bundesrates
- Leitl, Leonora (* 1974), österreichische Grafikerin, Illustratorin von Kinder- und Jugendbüchern und Autorin
- Leitl, Ludwig (1883–1931), deutscher Heimatdichter
- Leitl, Stefan (* 1977), deutscher Fußballspieler und -trainerStefan Leitl (* 1977)

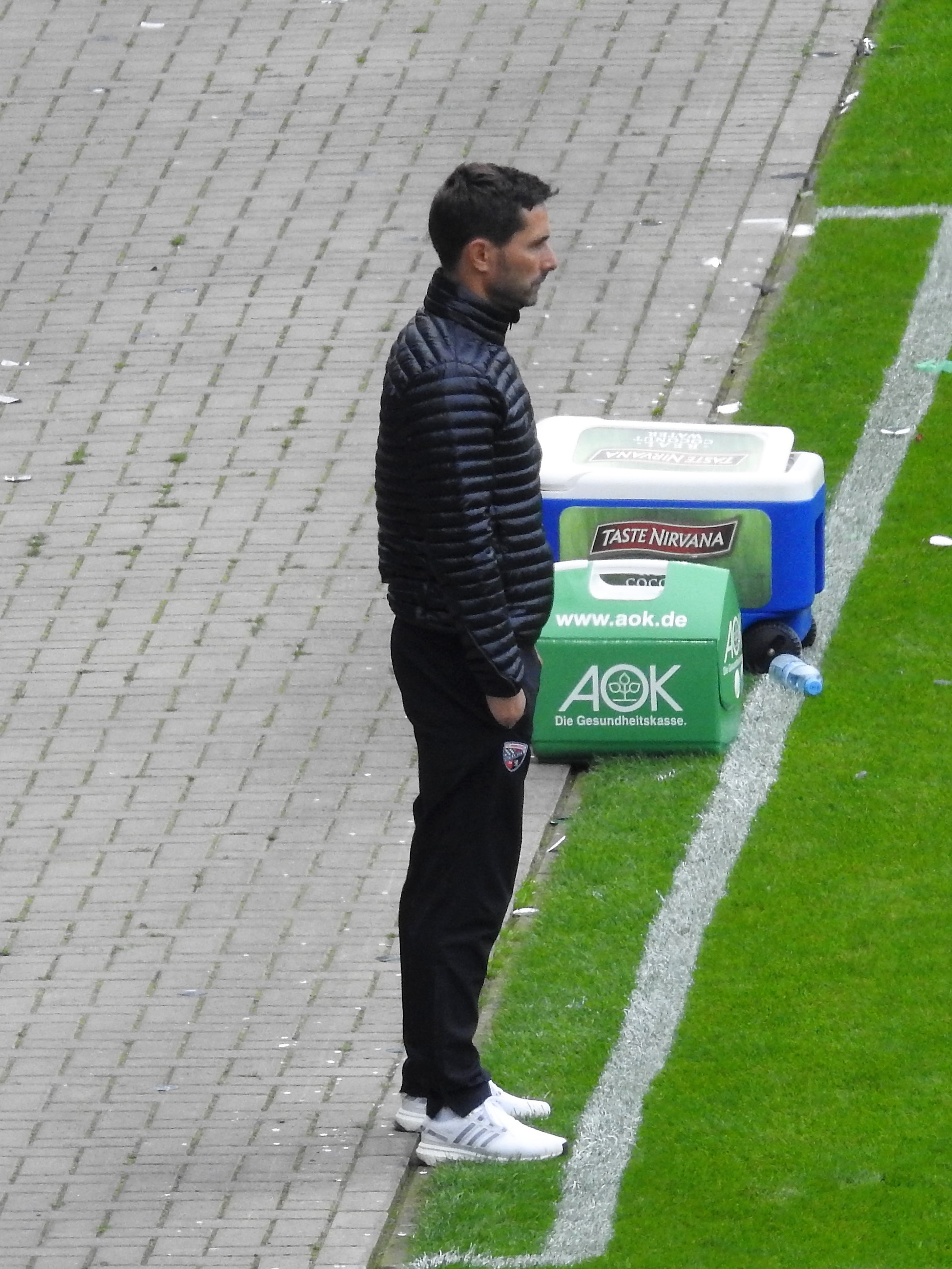
Stefan Leitl (* 1977)

- Leitl-Staudinger, Barbara (* 1974), österreichische Juristin und Hochschullehrerin
- Leitlof, Rüdiger (* 1959), deutscher Radrennfahrer

### Leitm
- Leitmaier, Charlotte (1910–1997), österreichische Juristin
- Leitmannstetter, Aaron (* 1993), deutscher Berufsgolfer
- Leitmeier, Hans (1885–1967), österreichischer Mineraloge
- Leitmeier, Stephan (* 1987), deutscher Theater- und Filmschauspieler
- Leitmeyer, Kerstin (1960–2010), deutsche Schriftstellerin

### Leitn
- Leitner, Alois (1924–2018), österreichischer Politiker (ÖVP), Abgeordneter zum Nationalrat
- Leitner, Andreas (* 1975), österreichischer Basketballfunktionär und -spieler
- Leitner, Andreas (* 1994), österreichischer FußballspielerAndreas Leitner (* 1994)

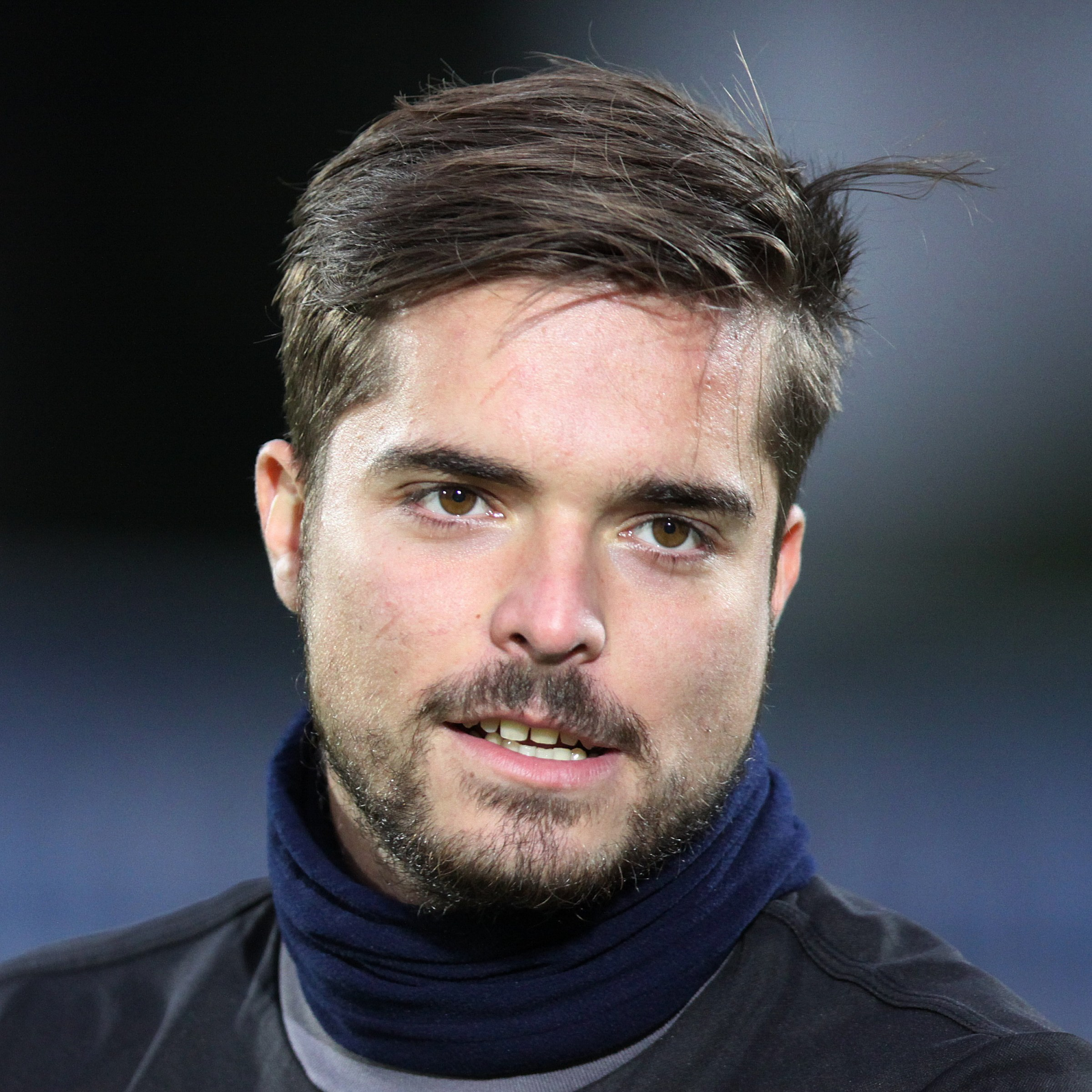
Andreas Leitner (* 1994)

- Leitner, Annelie (* 1996), österreichische Fußballspielerin
- Leitner, Annemarie (* 1923), österreichische Sängerin und Jodlerin
- Leitner, Anton G. (* 1961), deutscher Schriftsteller und Verleger
- Leitner, Bernhard (* 1938), österreichischer Künstler im Bereich Klangkunst
- Leitner, Birgit (* 1981), österreichische Fußballtorhüterin
- Leitner, Burkhardt (1943–2025), deutscher Designer von Messe- und Ausstellungssystemen
- Leitner, Clemens (* 1998), österreichischer Skispringer
- Leitner, Dagmar (* 1962), österreichische Theaterleiterin, Regisseurin und Schauspiellehrerin
- Leitner, Dieter (1945–2021), deutscher Radsportler
- Leitner, Dieter W. (* 1935), deutscher Journalist, Schriftsteller, Schriftkünstler und Buchgestalter
- Leitner, Edo (1907–1991), deutscher Grafiker
- Leitner, Egon (* 1965), österreichischer Biathlet
- Leitner, Egon Christian (* 1961), österreichischer Philosoph und Schriftsteller
- Leitner, Elias (* 2003), österreichischer Snowboarder
- Leitner, Elisabeth (* 1948), österreichische Politikerin (ÖVP), Landtagsabgeordnete
- Leitner, Ernst (* 1912), österreichischer Hürdenläufer
- Leitner, Ernst Ludwig (* 1943), österreichischer Komponist, Organist und Hochschullehrer
- Leitner, Fabian (* 2001), österreichischer Fußballspieler
- Leitner, Felix (* 1996), österreichischer BiathletFelix Leitner (* 1996)

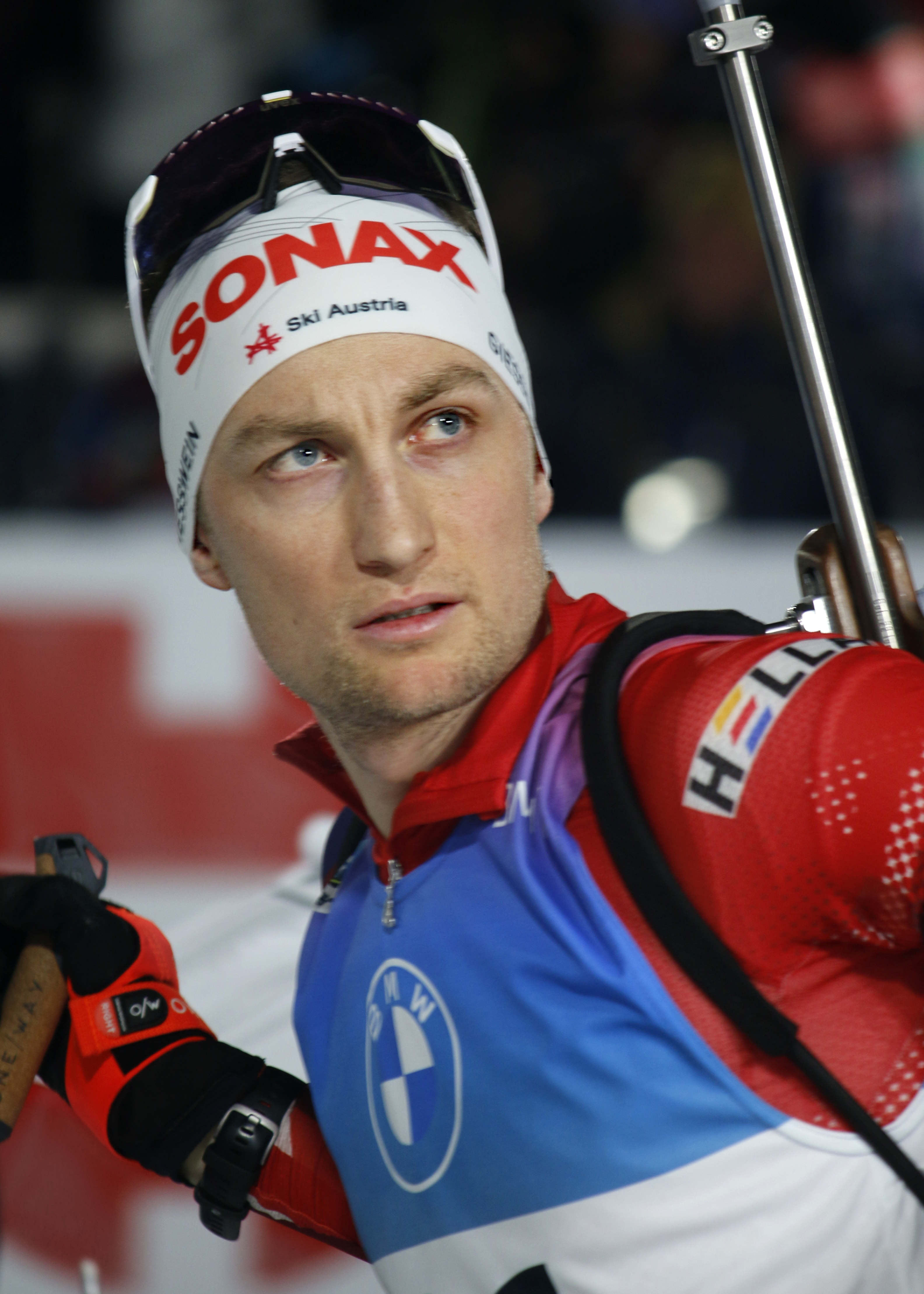
Felix Leitner (* 1996)

- Leitner, Felix von (* 1973), deutscher Blogger und IT-Experte
- Leitner, Felizitas (* 1957), deutsche Ärztin
- Leitner, Ferdinand (1912–1996), deutscher Dirigent
- Leitner, Florian (* 1988), österreichischer Fußballspieler
- Leitner, Franz (1918–2005), österreichischer Politiker (KPÖ), Landtagsabgeordneter und "Gerechter unter den Völkern"
- Leitner, Friedrich (1874–1945), deutscher Wirtschaftswissenschaftler
- Leitner, Fritz (1946–1991), österreichischer Politiker (SPÖ), Landtagsabgeordneter, Mitglied des Bundesrates
- Leitner, Gerhard (* 1944), deutscher Anglist, Sprachwissenschaftler und Hochschullehrer
- Leitner, Gerhard (1951–2020), österreichischer Politiker (SPÖ), Mitglied des Bundesrates
- Leitner, Gerit von (1941–2025), deutsche Archäologin, Film- und HörfunkautorinGerit von Leitner (1941–2025)

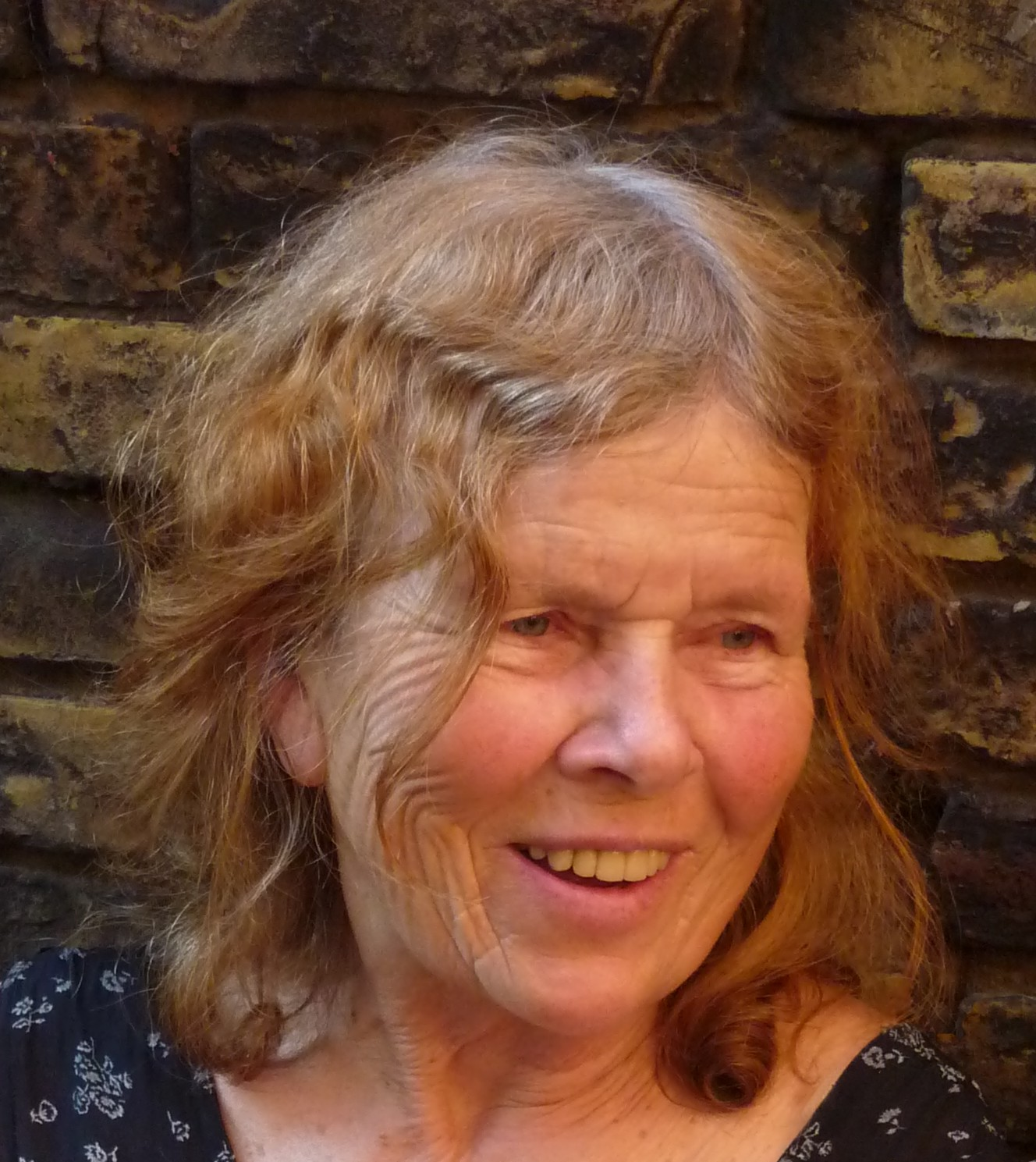
Gerit von Leitner (1941–2025)

- Leitner, Gernot (* 1967), österreichischer Volleyball- und Beachvolleyballspieler
- Leitner, Gottlieb William (1840–1899), Indologe und Asienforscher
- Leitner, Günther (* 1946), österreichischer Kulturmanager
- Leitner, Hans (* 1961), deutscher Organist, Komponist und Geistlicher
- Leitner, Heidi (* 1968), italienische Bildhauerin und Künstlerin
- Leitner, Heinrich (1842–1913), österreichisch-deutscher Marinemaler
- Leitner, Hermann (1927–2013), österreichischer Filmregisseur und Filmeditor
- Leitner, Horst (* 1981), österreichischer Basketballtrainer
- Leitner, Jan (* 1953), tschechoslowakischer Weitspringer
- Leitner, Johann Matthias († 1763), Bildhauer
- Leitner, Josef (* 1972), österreichischer Politiker (SPÖ)
- Leitner, Jürgen (* 1979), österreichischer Musiker und Produzent
- Leitner, Karin, österreichische Flötistin, lebt in Irland
- Leitner, Karl (1855–1911), österreichischer Bankier und Unternehmer
- Leitner, Karl Gottfried von (1800–1890), österreichischer Schriftsteller
- Leitner, Kathi (* 1948), deutsche Volksschauspielerin
- Leitner, Kevin (* 1986), österreichischer Fußballspieler
- Leitner, Kevin (* 1989), deutscher Koch
- Leitner, Kurt (1946–2018), österreichischer Fußballspieler
- Leitner, Laurenz (* 2000), österreichischer Beachvolleyballspieler
- Leitner, Ludwig (1940–2013), österreichisch-deutscher Skirennläufer
- Leitner, Maria (1892–1942), deutschsprachige ungarische Journalistin und SchriftstellerinMaria Leitner (1892–1942)

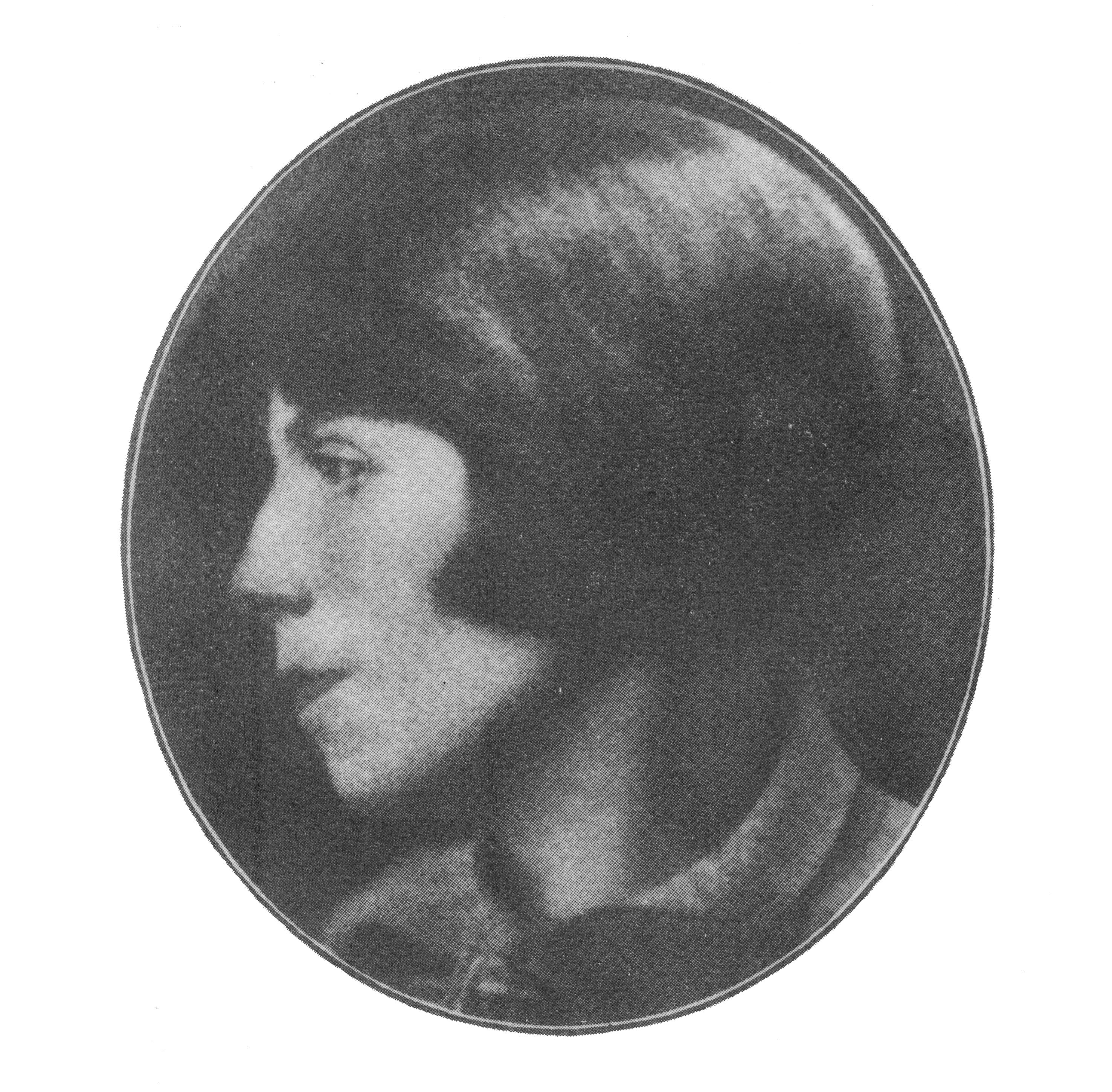
Maria Leitner (1892–1942)

- Leitner, Mario (* 1997), österreichischer Kanute
- Leitner, Markus, Schweizer Diplomat und Botschafter im Iran
- Leitner, Martin (* 1959), deutscher Mathematiker
- Leitner, Mathias (* 1935), österreichischer Skirennläufer
- Leitner, Max (1882–1938), österreichischer Forst- und Gutsverwalter, sowie Politiker
- Leitner, Miroslav (* 1966), slowakischer Skibergsteiger
- Leitner, Moritz (* 1992), deutsch-österreichischer FußballspielerMoritz Leitner (* 1992)

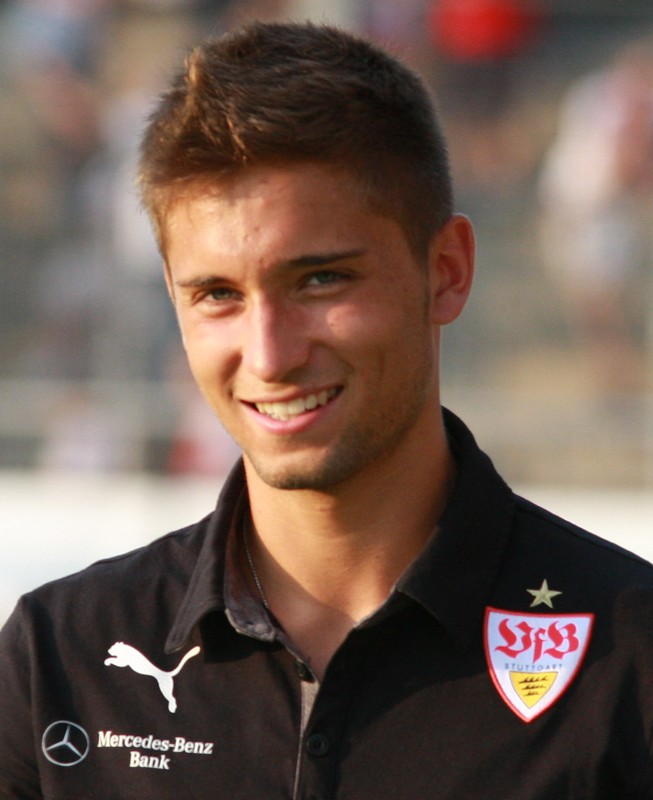
Moritz Leitner (* 1992)

- Leitner, Nora (* 2002), österreichische Handballspielerin
- Leitner, Norbert (* 1963), Leiter der Sicherheitsakademie
- Leitner, Olaf (* 1942), deutscher Musikjournalist und Sachbuchautor
- Leitner, Otto (* 1930), österreichischer Architekt
- Leitner, Patric (* 1977), deutscher Rennrodler
- Leitner, Paul Albert (* 1957), österreichischer Fotograf
- Leitner, Peter (1944–1996), österreichischer Politiker (ÖVP), Abgeordneter zum Nationalrat
- Leitner, Peter (* 1956), deutscher Skispringer
- Leitner, Pius (* 1954), italienischer Politiker (Südtirol)
- Leitner, Quirin von (1834–1893), österreichischer Offizier und Historiker
- Leitner, Roman (1919–2012), österreichischer Wirtschaftsprüfer und Steuerberater
- Leitner, Rudolf (1891–1947), österreichischer und deutscher Diplomat
- Leitner, Sandra (* 1996), deutsche Musicaldarstellerin
- Leitner, Sebastian (1919–1989), deutscher Journalist
- Leitner, Sebastian (* 2005), österreichischer Fußballspieler
- Leitner, Severin (1945–2015), italienischer Ordensgeistlicher (Südtirol)
- Leitner, Sigrid (* 1970), deutsche Politikwissenschaftlerin, Professorin für Sozialpolitik und Autorin
- Leitner, Tarek (* 1972), österreichischer Fernsehmoderator und JournalistTarek Leitner (* 1972)

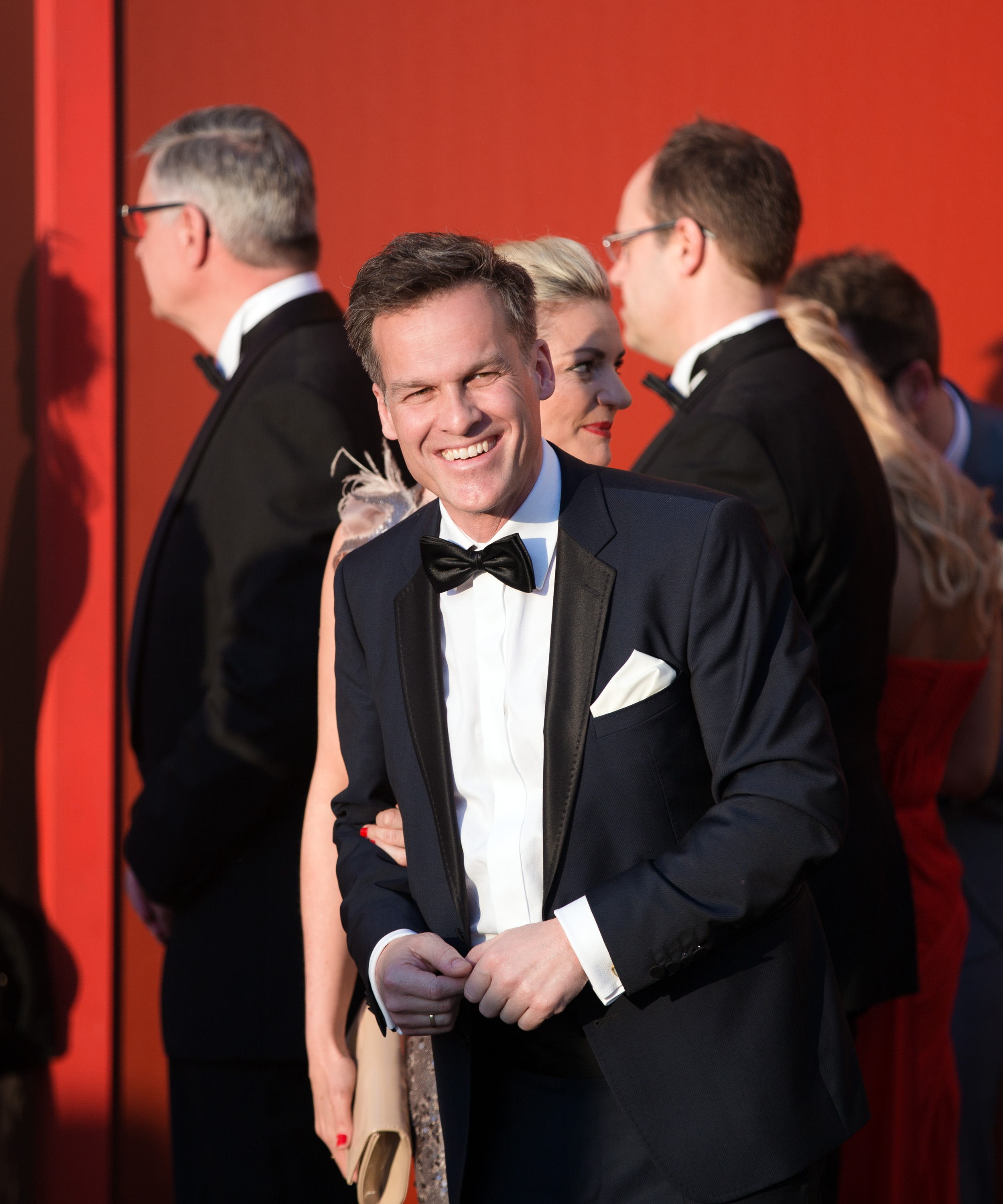
Tarek Leitner (* 1972)

- Leitner, Thea (1921–2016), österreichische Schriftstellerin und Journalistin
- Leitner, Thomas (1876–1948), österreichischer Maler
- Leitner, Vladimír (* 1974), slowakischer Fußballspieler
- Leitner, Walter (1915–2002), österreichischer Politiker (VdU, FPÖ), Landtagsabgeordneter
- Leitner, Walter (* 1963), deutscher Chemiker
- Leitner, Werner (* 1959), deutscher Rechtsanwalt
- Leitner, Werner (* 1969), österreichischer Triathlet
- Leitner, Wolfgang (* 1953), österreichischer Manager
- Leitner-Gründberg, Rudolf (* 1955), österreichischer Maler

### Leito
- Leitol, Dustin (* 1990), deutscher Schauspieler, Künstler und Autor
- Leitolf, Eva (* 1966), deutsche Kunstfotografin
- Leitolf, Otto (1881–1967), deutscher Architekt
- Leitón, Paula (* 2000), spanische Wasserballspielerin
- Leitow, Erich (1926–2003), deutscher Politiker (SPD), MdB

### Leits
- Leitsch, Maxim (* 1998), deutscher Fußballspieler
- Leitsch, Walter (1926–2010), österreichischer Historiker
- Leitschuh, Franz Friedrich (1865–1924), deutscher Kunsthistoriker
- Leitschuh, Friedrich (1837–1898), deutscher Bibliothekar
- Leitsmann, Paul (1903–1945), deutscher Gestapo-Beamter
- Leitso, Tyron (* 1976), kanadischer Schauspieler

### Leitt
- Leitte, Claudia (* 1980), brasilianische SängerinClaudia Leitte (* 1980)

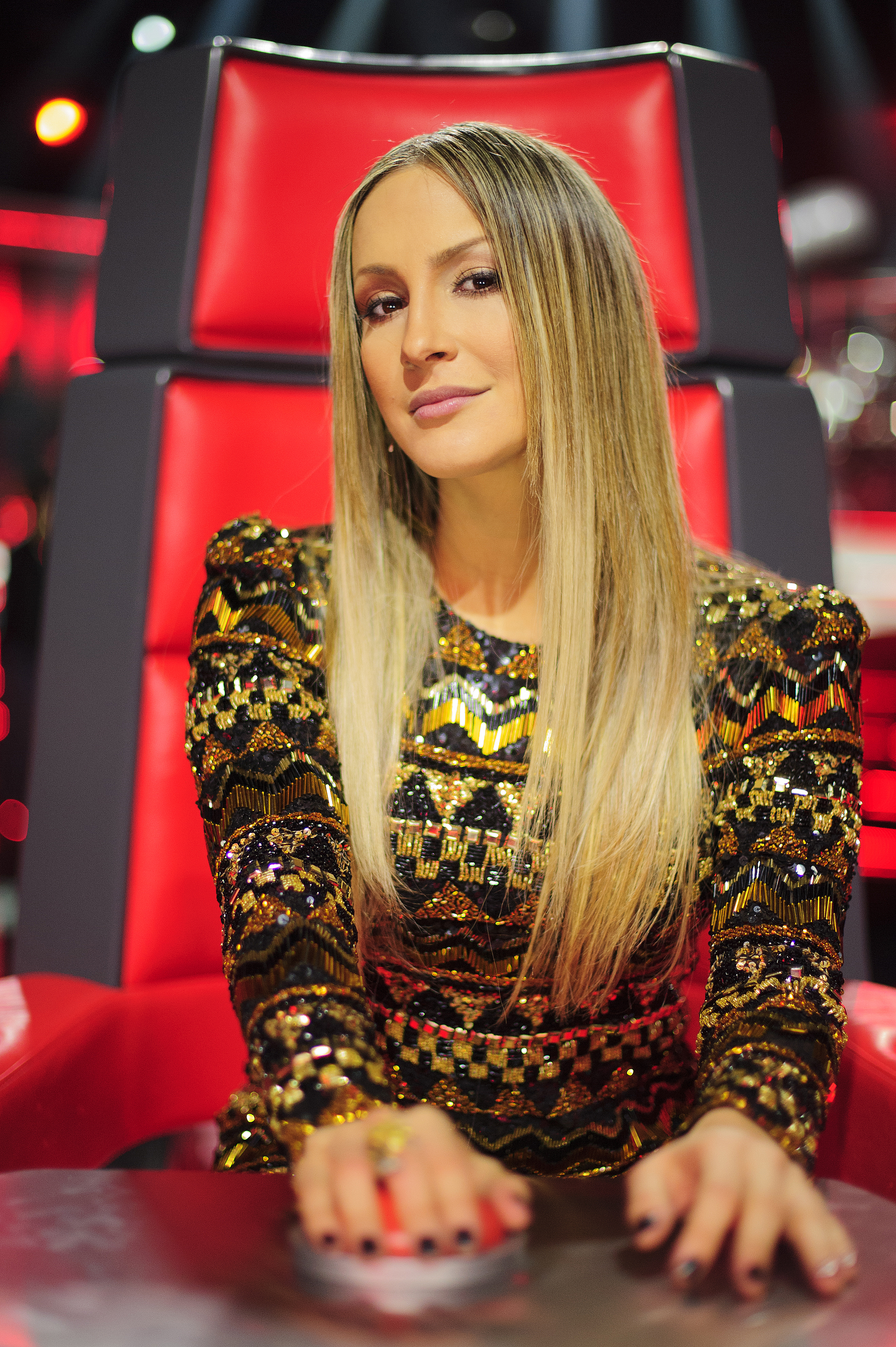
Claudia Leitte (* 1980)

- Leittersdorf, Vincent (* 1957), deutscher Schauspieler und Schauspieldozent
- Leitterstorf, Max (* 1985), deutscher Wirtschaftswissenschaftler und Politiker (CDU), Bürgermeister von Sankt Augustin

### Leitz
- Leitz, Christian (* 1960), deutscher Ägyptologe
- Leitz, Ernst (1906–1979), deutscher Unternehmer und Politiker (CDU), MdL
- Leitz, Ernst I (1843–1920), deutscher Industrieller
- Leitz, Ernst II (1871–1956), deutscher UnternehmerErnst Leitz II (1871–1956)

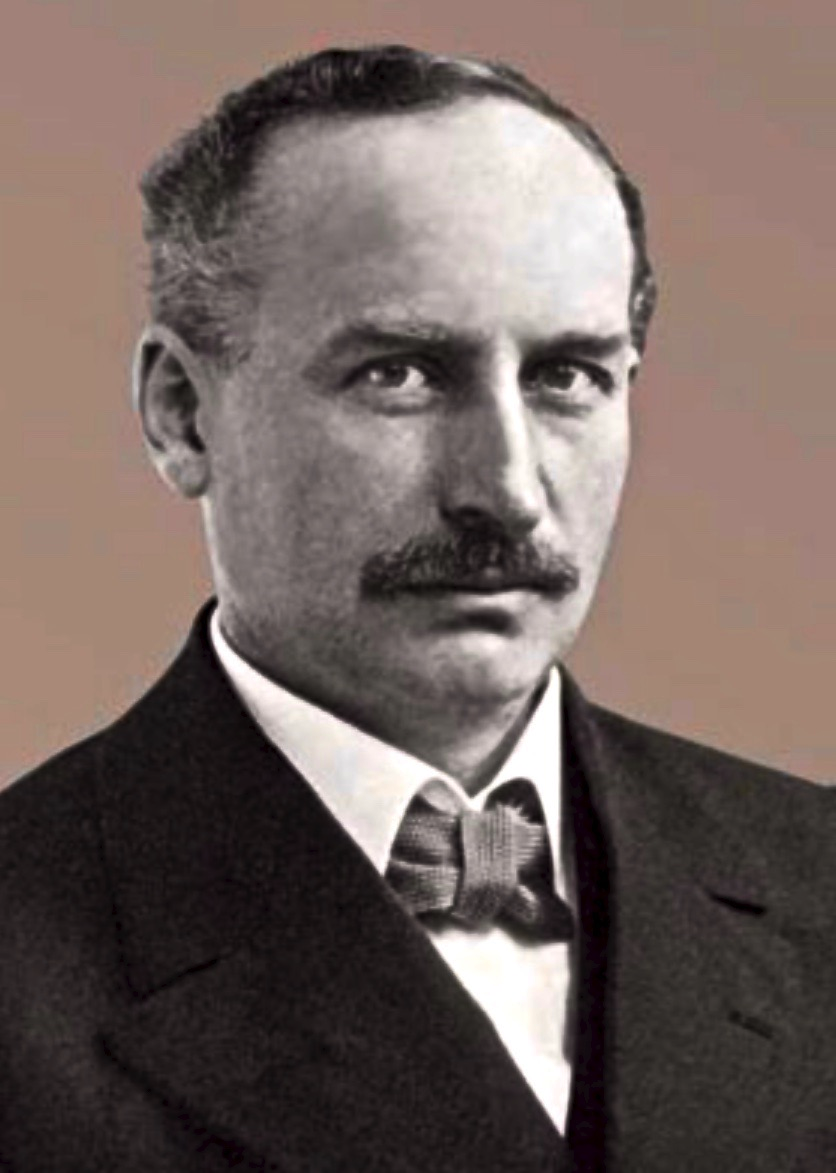
Ernst Leitz II (1871–1956)

- Leitz, Günther (1914–1969), deutscher Industrieller
- Leitz, Heinrich (1886–1930), deutscher Bauingenieur
- Leitz, Louis (1846–1918), deutscher Mechaniker, Erfinder und Unternehmer
- Leitz, Theodard (1915–1999), deutscher Ordensgeistlicher, Bischof von Dourados
- Leitzbach, Christian (* 1961), deutscher Historiker
- Leitzel, Lillian (1892–1931), deutsche Luftakrobatin
- Leitzen, Johannes (1848–1922), deutscher Maler und Architekt
- Leitzig, Janina (* 1999), deutsche Fußballspielerin
- Leitzinger, Butch (* 1969), US-amerikanischer Automobilrennfahrer
- Leitzke, Hans-Jörg (* 1960), deutscher Fußballspieler und -trainer
- Leitzke-Ungerer, Eva (* 1954), deutsche Romanistin
- Leitzmann, Albert (1867–1950), deutscher Germanist und Literaturhistoriker
- Leitzmann, Claus (* 1933), deutscher Ernährungswissenschaftler
- Leitzmann, Johann Jakob (1798–1877), deutscher Numismatiker